# Michel Zimbacca
Michel Zimbacca, né le 28 juillet 1924 à Paris et mort le 1er avril 2021 dans la même ville,, est un poète, réalisateur et plasticien surréaliste, français d'origine syrienne, membre du Groupe de Paris du mouvement surréaliste.

## Biographie
Cinéaste de métier, Michel Zimbacca contribue notamment au mouvement surréaliste parisien par des essais cinématographiques.
En 1952, il réalise L'Invention du monde avec Jean-Louis Bédouin sur un texte de Benjamin Péret. Ce film, de montage à partir de photos et de prises de vue conservées au Musée de l'Homme, mais aussi d'œuvres privées (les poupées Hopi d'André Breton par exemple) est un poème « surréaliste sur l'identité et la permanence des mythes primitifs à travers les objets d'art sauvages.
En 1969, il réalise le court-métrage Ni d'Eve ni d'Adam, avec l'acteur Claude Faraldo et l'artiste surréaliste Jean Benoît revêtant son costume « Le Nécrophile, hommage au sergent Bertrand ».
Poursuivant également une œuvre de poète et de plasticien, il est l’objet, du 14 au 28 octobre 2017, à Paris, à la Galerie l’Usine, d’une exposition rétrospective des vingt dernières années de son oeuvre, Libre moiseau, à l’occasion de laquelle est publiée à Montréal, aux éditions Sonámbula Loplop, une plaquette réunissant poèmes, récits de rêves et peintures sous le titre Sans cent vierges ni virgule. Du 22 août au 23 septembre 2019 une seconde exposition personnelle de ses peintures et dessins s'est tenue à la Maison André Breton, place du Carol, à Saint-Cirq Lapopie (Lot).  
On peut lire des textes de Michel Zimbacca (articles, poèmes, réponse à des enquêtes) dans de nombreuses revues surréalistes : Médium, La Brèche, L’Archibras, Bulletin de Liaison surréaliste (BLS), Surréalisme, SURR, Le Dé du Là, Analogon, Alcheringa.

## Filmographie partielle
- Square du Temple, 1946, film 35 mm / 10 min / noir et blanc
- Lionnière, terre captive, 1948, film 35 mm / 60 min / noir et blanc / Production : Les films Etienne Lallier.
- L'Invention du monde, 1952, coréalisé avec Jean-Louis Bédouin, commentaire de Benjamin Péret, film 35 mm / 26 min / noir et blanc[5].
- Quetzalcoatl, le serpent emplumé, 1952, coréalisé avec Jean-Louis Bédouin, commentaire de Benjamin Péret, film 35 mm / 8 min / couleurs[5].
- Ni d'Eve ni d’Adam, 1969, film 16 mm / noir et blanc[6], avec Jean Benoît, Claude Faraldo et Maryse Sandoz. Le costume du Nécrophile a été réalisé par Jean Benoît et le suaire par Mimi Parent.

## Poésie
- Le Centaure inoxydable, Paris, Éditions Surréalistes, 1994.
- Conseil de nuit, Paris, Éditions surréalistes, 1995.
- Sans cent vierges ni virgule, préface de Guy Girard, Montréal, Sonámbula Loplop, 2017.

## Document audiovisuel
- Les Surréalistes et le cinéma, entretien avec Jean-Michel Arnold et Bertrand Schmitt, 2010, vidéo, 43 min[6].